# Ogólnopolski Festiwal Muzyki Organowej i Kameralnej - Komorniki
Ogólnopolski Festiwal Muzyki Organowej i Kameralnej – Komorniki – letni cykl koncertów muzyki chóralnej, kameralnej i organowej odbywający się na terenie gminy Komorniki oraz, od 2010 roku, w Kościele pw. św. Jadwigi Śląskiej w Poznaniu. Pomysłodawcą festiwalu jest działający w Australii poznański dyrygent i organista Krzysztof Czerwiński, który objął także funkcję Dyrektora artystycznego festiwalu.
Organizatorem Ogólnopolskiego Festiwalu Muzyki Organowej i Kameralnej w Komornikach jest Urząd Gminy Komorniki oraz Gminny Ośrodek Kultury w Komornikach, a od 2007 roku również Urząd Marszałkowski Województwa Wielkopolskiego.

## Edycja 2011

### Zespoły
- The Sydney Consort

### Koncerty kameralne
- Alina Urbańczyk-Mróz – sopran
- Anna Adamiak – mezzosopran
- Adam Musialski – skrzypce

### Organiści
- Adam Klarecki
- Robert Grudzień
- Marek Kudlicki
- Krzysztof Czerwiński

## Edycja 2010

### Zespoły
- Gdański Kwartet Kontrabasowy
- Capella Bydgostiensis

### Koncerty kameralne
- Jolanta Sosnowska – piła sopranowa
- Hannah Berensen – sopran

### Organiści
- Marietta Kruzel-Sosnowska
- Jan Bartłomiej Bokszczanin
- Christopher Berensen
- Krzysztof Czerwiński

## Edycja 2009

### Zespoły
- Affabre Concinui
- Parnassos

### Koncerty kameralne
- Janusz Ciepliński – trąbka
- Jolanta Sołowiej – sopran

### Organiści
- Henryk Gwardak
- Jarosław Ciecierski
- Krzysztof Czerwiński
- Adam Klarecki

## Edycja 2008

### Zespoły
- Bałtycki Kwintet Dęty
- Poznań Brass

### Koncerty kameralne
- Jacek Greszta – bas
- Karol Lipiński-Brańka – skrzypce

### Organiści
- Fatima Brańka
- Krzysztof Czerwiński
- Waldemar Krawiec
- Piotr Rojek

## Edycja 2007

### Zespoły
- Ars Antiqua
- Polska Orkiestra Barokowa
- Pueri Cantores Tarnovienses

### Koncerty kameralne
- Krzysztof Meisinger – gitara
- Przemyslaw Wawrzyniak – dudy szkockie

### Organiści
- Krzysztof Czerwiński
- Grzegorz Piekarz
- Ewa Polska
- Józef Serafin

## Edycja 2006

### Zespoły
- Polska Orkiestra Barokowa
- Poznański Chór Katedralny

### Koncerty kameralne
- Ewa Murawska – flet
- Anita Rywalska-Sosnowska – sopran

### Organiści
- Krzysztof Czerwiński
- Jakub Garbacz
- Gedymin Grubba
- Krzysztof Leśniewicz

### Płyta
Płyta CD wydana przez organizatorów